# Accelerație
În fizică, accelerația arată cât de rapid se modifică în timp viteza unui mobil.
Reprezintă măsura variației, atât ca mărime cât și ca direcție, a vectorului viteză.
Este o mărime fizică vectorială definită ca fiind derivata vectorului viteză în funcție de timp:
|  | {\displaystyle {\vec {a}}\;{\overset {def}{=}}\lim _{\Delta t\to 0}{\frac {\Delta v}{\Delta t}}={\frac {d{\vec {v}}}{dt}}={\dot {\vec {v}}}.} | (1) |

|  | {\displaystyle {\vec {a}}={\frac {d{\vec {v}}}{dt}}={\frac {d}{dt}}\left({\frac {d{\vec {r}}}{dt}}\right)={\frac {d^{2}{\vec {r}}}{dt^{2}}}={\ddot {\vec {r}}}.} | (2) |

Componentele pe cele trei axe de coordonate carteziene sunt:
|  | {\displaystyle {\begin{cases}a_{x}={\dot {v_{x}}}={\ddot {x}},\\a_{y}={\dot {v_{y}}}={\ddot {y}}\\a_{z}={\dot {v_{z}}}={\ddot {z}}\end{cases}},} | (3) |

adică accelerația este derivata de ordinul întâi a vitezei sau derivata de ordinul al doilea a vectorului de poziție în funcție de timp.
În timp ce viteza este întotdeauna tangentă la traiectorie și are sensul mișcării, accelerația în mișcarea curbiline este orientată spre „interiorul” traiectoriei, adică spre partea concavă a acesteia, partea spre care se rotește vectorul viteză.
Așadar, în fiecare moment, suportul vectorului accelerație se află în planul osculator la curba traiectorie; în același plan, accelerația aflându-se de aceeași parte a tangentei ca și versorul normalei principale.
Componentele accelerației sunt:
- accelerație tangențială: situată de-a lungul tangentei la traiectorie și având expresia {\displaystyle a_{t}={\ddot {s}}}
- accelerație normală: situată de-a lungul normalei principale, cu expresia: {\displaystyle a_{n}={\dot {s}}^{2}/\rho }

unde s este abscisa curbilinie a punctului material, iar ρ raza de curbură a traiectoriei.
Ecuația dimensională a accelerației este:
|  | {\displaystyle [a]=LT^{-2},}. | (4) |

astfel încât unitatea de măsură a acesteia este egală cu unitatea de măsură pentru lungime împărțită la pătratul unității de măsură pentru timp. În Sistemul internațional de unități (SI) unitatea de măsură pentru accelerație este metru pe secundă la pătrat : m/s2

## Formula lui Galilei
Dacă viteza pe traiectorie v variază egal în intervale de timp egale, mișcarea se numește uniform variată pe traiectorie sau curbilinie uniform variată, în care caz accelerația tangențială este constantă:
|  | {\displaystyle {\frac {dv}{dt}}=a_{t}=const.} | (5) |

Rezultă:
|  | {\displaystyle \int dv=\int a_{t}dt\;\Rightarrow \;v=v_{0}+a_{t}(t-t_{0})} | (6) |

și de asemenea:
|  | {\displaystyle \int ds=\int v\cdot dt\;\Rightarrow \;s=s_{0}+v_{0}(t-t_{0})+{\frac {1}{2}}a_{t}(t-t_{0})^{2}.} | (7) |

Eliminând timpul t între expresiile anterioare, se obține ecuația generală a lui Galilei:
|                                                  | \| {\displaystyle v^{2}=v_{0}^{2}+2a_{t}(s-s_{0}).} \| | (8) |
| {\displaystyle v^{2}=v_{0}^{2}+2a_{t}(s-s_{0}).} |                                                        |     |

Eliminând accelerația, se obține și:
|  | {\displaystyle s=s_{0}+{\frac {v_{0}+v}{2}}\cdot (t-t_{0})=s_{0}+{\bar {v}}(t-t_{0}),\;\;{\bar {v}}={\frac {v_{0}+v}{2}}.} | (9) |